# Ljoebov Orlova
Ljoebov Petrovna Orlova (Russisch: Любовь Петровна Орлова; Zvenigorod (Oblast Moskou), 11 februari 1902 – Moskou, 26 januari 1975) was een Russisch actrice. Ze was een van de meest geliefde actrices van de Sovjet-cinema in de jaren 30-50 van de 20e eeuw.

## Levensloop

### Jonge jaren
Orlova's vader, Pjotr Fjodorovitsj Orlov, was een militair ingenieur. Haar moeder, Jevgenia Nikolajevna Soechotina, stamde uit een oude adellijke familie.
Op haar zevende ging Orlova naar de muziekschool. Van 1919 tot 1922 studeerde ze piano aan het Conservatorium van Moskou, maar ze studeerde niet af omdat ze vanwege de moeilijke financiële thuissituatie haar ouders moest onderhouden. In 1925 studeerde ze wel af aan de afdeling Choreografie van het Theatercollege van Moskou en rond die tijd kreeg ze ook acteerlessen van Jelizaveta Telesjova, een regisseuse van het Moskous Kunsttheater.
Vanaf 1926 was ze koorzangeres, daarna actrice van het Nemirovitsj-Dansjenko-Muziektheater, een door Nemirovitsj-Dansjenko geleide afdeling van het Moskous Kunsttheater. Haar eerste succesvolle rol was die van postbode Doenja Petrova ("Strelka") in Wolga-Wolga. Bijzondere bekendheid en populariteit genoot ze dankzij de films van haar levensgezel regisseur Grigori Aleksandrov. Ze speelde ook piano en danste.

## Filmografie (selectie)
- Петербургская ночь (Petersburgse nacht, 1933)
- Веселые ребята (Vrolijke jongens), 1934)
- Цирк (Circus, 1936)
- Волга-Волга (Wolga-Wolga, 1938)
- Светлый путь (Lichtend pad, 1940)
- Весна (Lente, 1946) - Special Award voor vrouwelijk rol op het Filmfestival van Venetië
- Встреча на Эльбе (Ontmoeting op de Elbe, 1950)
- Мусоргский (Moessorgski, 1950)

## Prijzen en waardering
- Leninorde
- Tweemaal de Orde van de Rode Vlag van de Arbeid
- In 1985 werd een inslagkrater op de planeet Venus naar haar vernoemd.